# Moar (La Coruña)
Moar o Santa Eulalia de Moar (llamada oficialmente Santaia de Moar) es una parroquia del municipio de Frades, en la provincia de La Coruña, Galicia, España.

## Entidades de población
Entidades de población que forman parte de la parroquia:
- A Fraga
- A Igrexa
- As Corredoiras
- Canal
- Castiñeiro Redondo
- Cornes
- Fonte Santaia
- Freixomil
- Moar
- O Barazón
- O Campo
- O Seixo
- Pedreira (A Pedreira de Baixo, A Pedreira de Riba y A Pedreira do Medio)
- Queirís
- Vilarello
- Vista Alegre

## Despoblado
- Garabanxa (A Garabanxa)

## Demografía
| Gráfica de evolución demográfica de Moar entre 2000 y 2018 |
|                                                            |
| Población de derecho según el padrón municipal del INE     |